# Saori Higashi
Saori Higashi (東 さおり Higashi Saori; Kuwana, Prefectura de Mie, 8 de abril de 1969) es una seiyū japonesa. Participó en series como Lovely Complex y Ninja Boy Rantaro, entre otras. Está afiliada a 81 Produce.

## Roles Interpretados

### Series de Anime
- Azuki-chan como Shousaku Saitou
- Chosoku Spinner como Chuta Kogure
- InuYasha como Jippo (ep 130)
- Kodomo no Omocha como Buchou (ep 63)
- Lovely Complex como Nobuko Ishihara
- Mito no Daibōken: Futari no Joō-sama como Oota
- Ninja Boy Rantaro como Shouzaemon Kuroki (a partir de la 12º temporada)
- Saiyuki como Gono (niño)

### Especiales de TV
- Kindaichi Shōnen no Jikenbo: Kyūketsuki Densetsu Satsujin Jiken como Junko Nekoma